# النا وایتسخوفکایا
النا وایتسخوفکایا (روسی: Елена Сергеевна Вайцеховская؛ زادهٔ ۱ مارس ۱۹۵۸) شیرجه‌رو اهل اتحاد جماهیر شوروی سوسیالیستی بود.